# فرانك فاولر
فرانك فاولر (بالإنجليزية: Frank Fuller) هو لاعب كرة قدم أمريكية أمريكي، ولد في 8 أغسطس 1929 في دوبويس في الولايات المتحدة، وتوفي في 14 ديسمبر 1993 في مقاطعة لوس أنجلوس في الولايات المتحدة.

## وصلات خارجية
- فرانك فاولر على موقع مرجع كرة القدم المحترفة.كوم (الإنجليزية)